# Andreas Krahl
Andreas Krahl (* 10. Juni 1989 in Freyung) ist ein deutscher Politiker (Bündnis 90/Die Grünen) und Krankenpfleger. Er ist seit November 2018 Abgeordneter des Bayerischen Landtages.

## Leben
Krahl ist der Sohn eines Landwirtes. Nach dem Abitur 2008 am Johannes-Gutenberg-Gymnasium in Waldkirchen absolvierte er eine Ausbildung zum Bankkaufmann, die er 2011 abschloss. Im Anschluss arbeitete er als Betreuer für Privatkunden bei einer Bank in München. Von 2012 bis 2015 folgte eine weitere Ausbildung als Gesundheits- und Krankenpfleger. Danach war er bis 2018 als Gesundheits- und Krankenpfleger auf einer Intensivstation für Rückenmarks- und Brandverletzte in Murnau am Staffelsee tätig.
Krahl war während seiner Schulzeit Mitglied der Jungen Union. Seit 2013 ist er Mitglied von Bündnis 90/Die Grünen. 2017 wurde er in den Landesausschuss der bayerischen Grünen gewählt.
Bei der Landtagswahl in Bayern 2018 kandidierte Krahl direkt im Stimmkreis 131 (Weilheim-Schongau) sowie auf Listenplatz 8 der Grünen in Oberbayern. Auf ihn entfielen 18,7 Prozent der Erststimmen und er zog nach Zweitstimmen als Abgeordneter in den Bayerischen Landtag ein. Dort ist er in der 18. Wahlperiode Mitglied des Ausschusses für Gesundheit und Pflege sowie pflegepolitischer Sprecher und Sprecher für Seniorenpolitik der Grünen. Außerdem ist Krahl Mitglied des Landesgesundheitsrates. Neben der Landespolitik ist Krahl seit der Kommunalwahl 2020 Kreisrat im Landkreis Garmisch-Partenkirchen und engagiert sich dort im Aufsichtsrat des Kreisklinikums. Im Jahr 2023 zog er ebenfalls wieder in den Bayerischen Landtag ein. 
Ehrenamtlich ist Krahl aktiv als Einsatzkraft im Bayerischen Roten Kreuz (BRK). In der 40. Landesversammlung des BRK wurde er zum zweiten Vizepräsidenten gewählt.
Während der Corona-Pandemie kehrte Krahl über die sitzungsfreie Zeit wieder als Krankenpfleger in die Intensivpflege zurück.
Neben seinem Engagement im BRK ist Krahl aktiv in der zivilen Seenotrettung und arbeitete im Sommer 2021 sowie im Dezember 2022 als Paramedic auf der Sea-Eye 4.
Krahl wohnt in Murnau am Staffelsee.